# Angerona douglasaria
Angerona douglasaria är en fjärilsart som beskrevs av Williams 1947. Angerona douglasaria ingår i släktet Angerona och familjen mätare. Inga underarter finns listade i Catalogue of Life.